# مجلس شورى باكستان
مجلس شورى باكستان أو البرلمان الباكستاني (بالأردوية: مجلس شوریٰ پاکستان)‏ هو الهيئة التشريعية الاتحادية والعليا في جمهورية باكستان الإسلامية. وهو برلمان فدرالي يعتبر السلطة التشريعية في البلاد مكون من مجلسين الأعلى هو مجلس الشيوخ والأدنى هو المجلس الوطني الباكستاني.